# Dreptul de acces la Internet
Dreptul de acces la Internet, cunoscut în limba engleză și ca dreptul la broadband, reprezintă poziția conform căreia toți oamenii trebuie să aibă posibilitatea de a accesa Internetul, în scopul exersării drepturilor fundamentale legate de libertatea expresiei și de alte prerogative similare, considerate universale. Această poziție susține, totodată, că guvernele lumii au responsabilitatea de a se asigura că accesul cetățenilor la Internet este larg răspândit, și că el nu este limitat în mod arbitrar sau nerezonabil de către stat. Dreptul de acces la Internet este recunoscut în jurisdicția mai multor țări (Costa Rica, Estonia, Finlanda, Franța, Grecia și Spania).

## Istorie
În 2003, convocată sub supravegherea ONU, WSIS a făcut o declarație cu privire la importanța societății informaționale în consolidarea și protejarea drepturilor omului.
În perioada 30 noiembrie 2009 - 7 februarie 2010, BBC World Service a solicitat 27973 de utilizatori din 26 de țări să afle dacă accesul la Internet ar trebui să fie recunoscut ca un drept uman inalienabil. 79% au fost de acord, 15% nu au fost de acord, 6% au fost indeciși.
În mai 2011, raportorul special al ONU privind dreptul la libertatea de opinie și exprimare, Frank Larue, a prezentat un raport către Consiliul ONU pentru Drepturile Omului, cu un studiu al tendințelor și amenințărilor la adresa unui individ de a căuta, primi și exprima informații și idei de toate felurile pe Internet. Raportul a inclus 88 de recomandări privind promovarea și protejarea libertății de exprimare în spațiul de pe Internet, inclusiv asigurarea accesului permanent la Internet pentru toată lumea. Recomandările solicită protejarea anonimatului online, protecția informațiilor personale și a datelor cetățenilor și dezincriminarea defăimării.
În septembrie 2016, Consiliul ONU pentru Drepturile Omului a emis o rezoluție care condamnă restricționarea accesului la Internet de către autoritățile statului.
În iulie și august 2017, Internet Society a intervievat 10 mii de utilizatori din 20 de țări cu privire la faptul dacă accesul la Internet ar trebui să fie recunoscut ca un drept uman inalienabil. 83% au fost de acord, 14% nu au fost de acord, 3% au fost indeciși.

## În legislația națională
- Uniunea Europeană — Începând cu 13 februarie 2014, Parlamentul European examinează petiția nr. 0755/2013 privind modificarea Tratatului privind Uniunea Europeană pentru a face accesul la internet un drept umanitar inalienabil al tuturor membrilor UE și obligă statele să o garanteze.